# گابریلا دابروسکی
 گابریلا دابروسکی (انگلیسی: Gabriela Dabrowski؛ زادهٔ ۱ آوریل ۱۹۹۲) یک تنیس‌باز اهل کانادا است.